# 宮城県石巻西高等学校
宮城県石巻西高等学校（みやぎけん いしのまきにしこうとうがっこう）は、宮城県東松島市赤井字七反谷地にある県立高等学校。
校名は石巻西高校であるが、所在地は石巻市の西隣の東松島市である。また、校歌の作曲を、音楽家かつ俳優のさとう宗幸が行ったことでも有名である。

## 設置学科
- 全日制課程
  - 普通科

## 沿革
- 1985年4月 - 開校

## 最寄り駅
- JR東日本仙石線石巻あゆみ野駅より徒歩10分
  - 開校当初から蛇田駅と陸前赤井駅の間に新駅（仮称・柳ノ目駅）を設置するよう学校関係者を中心に要望がなされていた。東日本大震災の被災者向け住宅地が本校周辺に整備されることが決定し、これが後押しとなり新駅設置が実現した。

## 部活動・行事
- 吹奏楽部

全日本吹奏楽コンクールには第37回東北大会（1994年）初出場。当時勢力を誇っていた仙台第一高等学校を破っての代表獲得だった。その後3年連続東北大会出場を果たす。全日本アンサンブルコンテストにも金管及びクラリネットの8重奏が3年連続東北大会に出場した実績がある。
　ユニフォームは白のブレザー、黒色のスラックス、黒色のネクタイ。
- 運動部
  - 硬式野球部（男子）、ソフトボール部（女子）、陸上競技部（男女）、サッカー部（男子）、ソフトテニス部（男女）、弓道部（男女）、空手道部（男女）、剣道部（男女）、バスケットボール部(男女）、バレーボール部（男女）、卓球部（男女）
- 文化部
  - 演劇部、吹奏楽部
  - 総合文化部1(英語研究班、放送班、野外活動班、自然科学班)
  - 総合文化部2(茶道班、美術班、文芸班)

## 著明な卒業生
・鈴木遼太郎（元プロ野球選手）